# 拉多姆戰役
拉多姆戰役，也被稱為伊烏扎戰役，是第二次世界大戰波蘭戰役的一場戰鬥。爆發於1939年9月8日至9月9日。波軍的普魯士軍團在穆期卡上校的指揮下，防守伊烏扎及拉多姆至桑多梅日之間的道路。波蘭步兵最終敗給了德國裝甲部隊，並在伊烏扎附近山坡上的一個古老的城堡做最後的抵抗。